# 新納真人
新納 真人（にいの まびと、1921年1月17日 - 2008年8月23日）は、日本の経営者。鐘淵化学工業(現在のカネカ)社長、会長を務めた。

## 経歴
東京都出身。1943年に慶應義塾大学経済学部を卒業し、同年に鐘淵紡績に入社。1949年に鐘淵化学工業(のちのカネカ)に転じ、1966年11月に取締役に就任し、1971年11月に常務、1974年11月に専務を経て、1978年11月に副社長に就任し、1984年11月には社長に昇格。1989年6月に会長に就任し、1994年6月から相談役を務めた。
2008年8月23日胆嚢癌のために死去。87歳没。